# Eneida de León
Eneida de León Pérez, née à Tala (Canelones), en 1943, est une architecte et une personnalité politique uruguayenne, ministre du Logement.

## Biographie
Eneida de León intègre la Faculté d'architecture de l'université de la République en 1977.
Elle est notamment l'architecte de la réhabilitation du célèbre théâtre Solís de Montevideo (2003-2004).
Elle est la présidente de la Société d'architectes du l'Uruguay entre 2012 et 2014. 
Elle est militante du Front large et du Mouvement de participation populaire (MPP) depuis 2013.
Elle devient ministre du Logement de l'Uruguay entre 2015 et 2020.

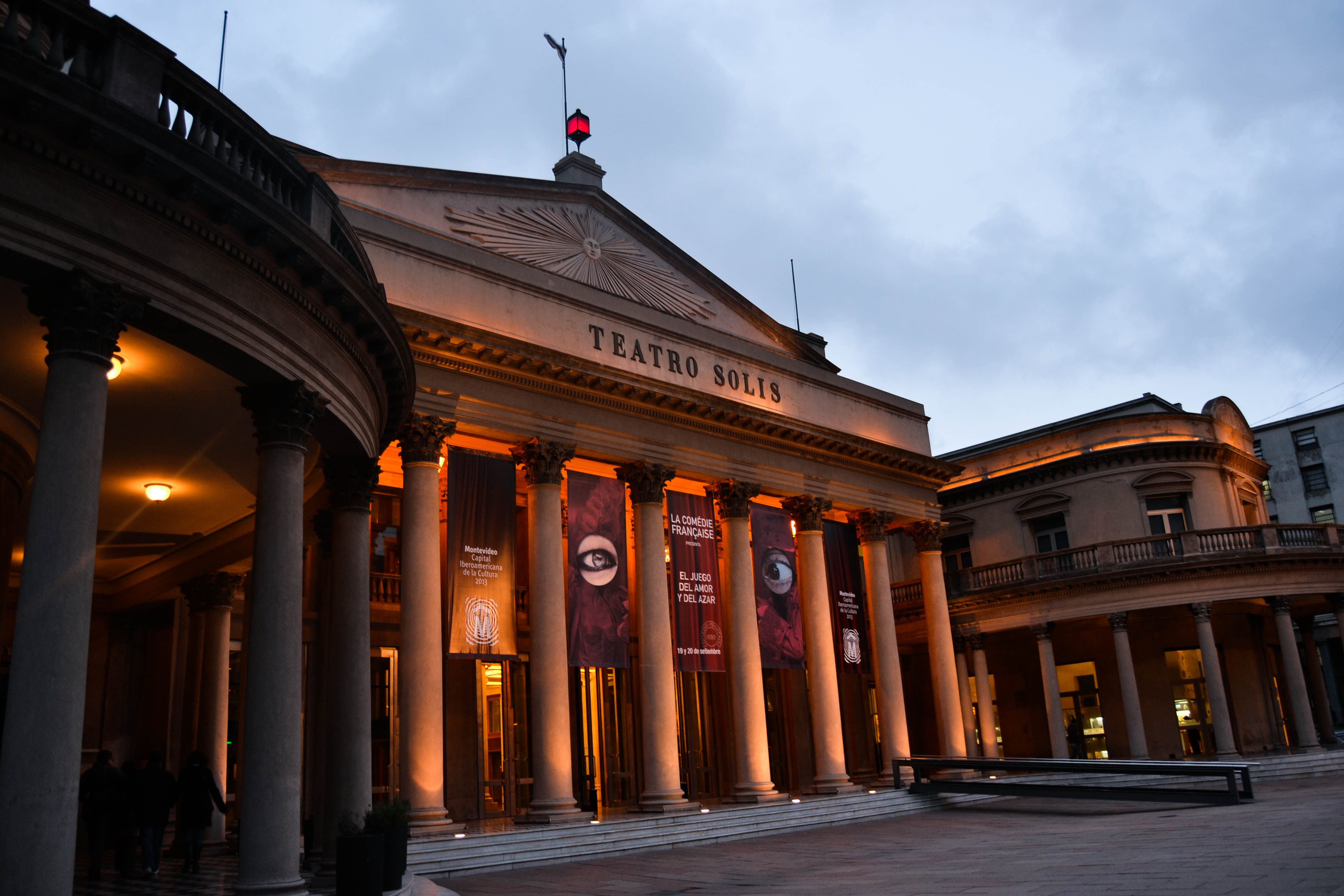
La restauration du théâtre Solís, sous la direction d'Eneida de León.